# Qanun
|  | Per a altres significats, vegeu «Qanun (desambiguació)». |

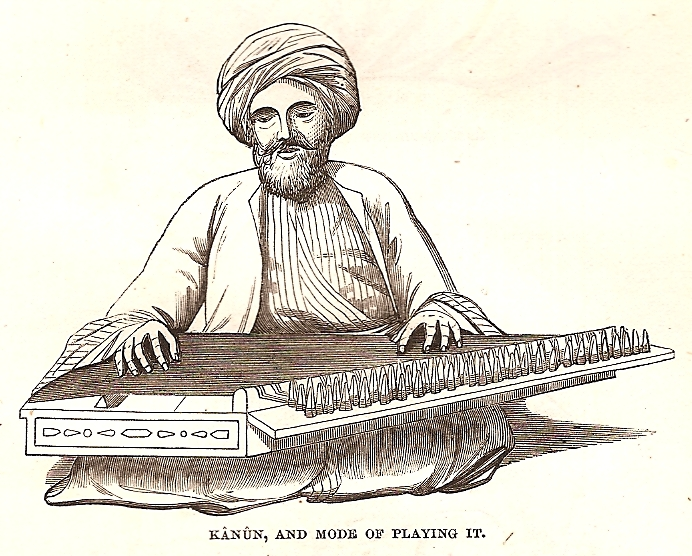
Executant àrab de qanun en Jerusalem, 1859. Thomson, p. 577.

El qanun o kanun és un instrument de corda premuda de la música tradicional de l'Orient Mitjà. És un instrument pertanyent a la família de la cítara amb una caixa de so trapezoïdal. Les cordes modernes són de niló or PVC, que es posen estirades sobre un pont senzill i fixades amb pell de peix en un extrem, i subjectes a clavilles o afinadors, a l'altre extrem.
Els kanuns usats a Turquia tenen 26 ordres (grups) de cordes, amb tres cordes per ordre. Es toca assegut sobre les cames prement les cordes amb dues pues de petxina de tortuga, un a cada mà, o amb les ungles, i té un rang de 03:30 octaves.